# Лайка (вид кожи)

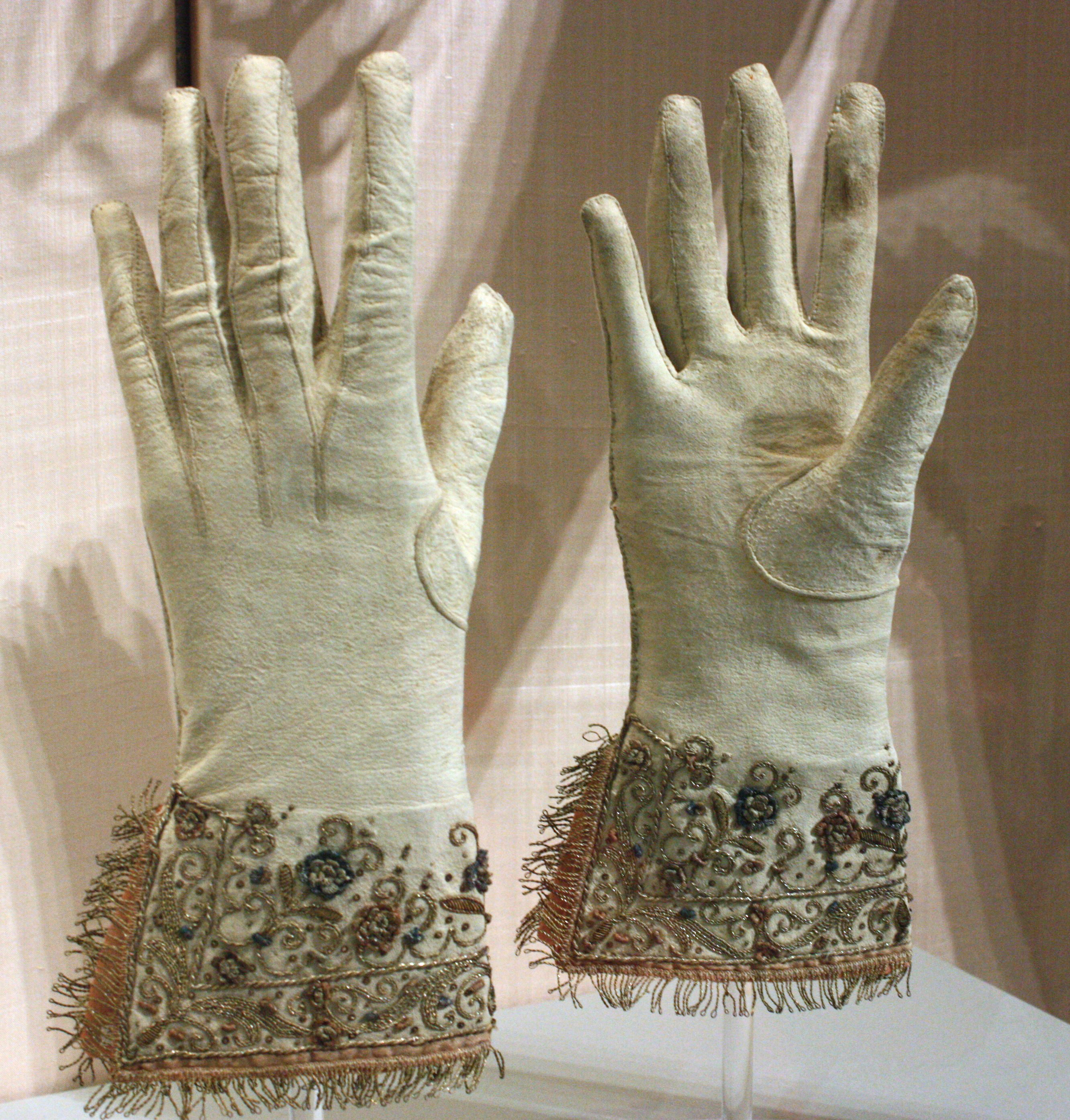
Лайковые перчатки. Англия, 1615—1625 гг.

Ла́йка  — мягкая тонкая кожа белого цвета квасцово-жирового, то есть лайкового, дубления.
Русское название заимствовано из польского łajka/łojka (лайка, замша), происходящего от łoj — жир, сало. В XVII в. на Руси лайку также называли «собачкой», так как на её производство первоначально шли собачьи шкуры. Имелось два вида лайки: сырая и деланная чёрная.

## История
Технология, видимо, происходит ещё от арабов. Производство лайки с XVIII века было развито во Франции, благодаря приглашённым туда венгерским мастерам, внедрившим метод квасцевания. Из Франции технология была перенесена сначала в Германию, а после — в другие европейские государства. В Россию этот метод попал из Польши. В настоящее время на мировом рынке наиболее распространены английская, итальянская и эфиопская лайка из ягнёнка. Производится также в Юго-Восточной Азии, Австралии, в Южной, Центральной и Восточной Европе, Скандинавии.
В России
Реформа 1861 года изменила уклад жизни не только крепостных крестьян. Одним из следствий таких изменений было появление в России фабрик по производству лайковых перчаток. Сырьем для перчаток стали русские псовые борзые. После реформы 1861 года большие барские охоты развалились. Свободные крестьяне в псари не стремились: заработок сезонный, а дел на год. Целыми псарнями собак сдавали на перчатки. Из них получалась самая тонкая лайка. Лайковая кожа производилась не из собак, а из кроликов, шерсть шла на фетр, велюр и бархат, а кожа на перчатки.

## Технология производства
Лайка выделывается из шкурок молодых и именно молочных (сосунков) козлят, барашков и жеребят. Затем идут шкуры собак и в редких случаях кроликов, крыс и кошек. Из кроличьих шкурок для лайки пригодны летние от старых крольчих. В отличие от замши, сохраняет лицевую поверхность. Мягкая, тягучая и прочная кожа, по своим качествам наиболее подходящая для пошива перчаток. Но слабое дубление алюмокалиевыми квасцами вместе с поваренной солью, яичным желтком и мукой (его назыв. даже «сыромятным дублением») даёт низкую водостойкость. После намокания и высыхания становится жёсткой.

## Применение
Используется в обувной и галантерейной промышленности.
В музыкальных инструментах семейства ручных гармоник кусочки лайки могут находиться в разных частях инструмента, выполняя роль прокладок, находящихся на подошве клапанов и закрывающих отверстия в деке, между рамками меха и полукорпусами, между резонаторами и декой. Лайка служит в качестве проёмного воздушного клапана на голосовых планках. Кусочками в виде ромбиков устанавливается на уголки складок меховой камеры, небольшими кружками приклеивается в места соединения рычагов с деревянными клапанами.
Лайковая кожа применяется также в декоративно-прикладных целях — для изготовления украшений и бижутерии из натуральной кожи, например, при оплетении кожей браслетов, кабошонов из натурального камня или при изготовлении картин и цветов из кожи, декорирования бутылок. Для таких целей как раз идеально подходит лайка и наппа, как наиболее пригодные для драпировки и эластичные виды кожи.